# Heraclia atriventralis
Heraclia atriventralis är en fjärilsart som beskrevs av George Francis Hampson 1910. Heraclia atriventralis ingår i släktet Heraclia och familjen nattflyn. Inga underarter finns listade i Catalogue of Life.